# The Surreal Life
The Surreal Life (La vida surrealista en español) es el nombre original de un reality estadounidense que ha hecho en sus distintas temporadas convivir a celebridades destacadas en diversos campos y enfrentarse a situaciones en cada uno de sus episodios. La vida surrealista es grabada durante dos semanas en una mansión en las colinas de Hollywood. El concurso es transmitido en Estados Unidos por The WB (Temporada 1 y 2) y VH1 (Temporada 2 en adelante). En Latinoamérica es emitido por VH1 Latinoamérica.
Lo que hace "surrealista" a la serie son las situaciones que nos presenta y que difícilmente podrían ocurrir en un ambiente diferente al de los programas de telerrealidad; el ejemplo más claro de esto lo vemos en el hecho de que vemos cómo estrellas de la actualidad conviven con otras que ya están en su ocaso.
El programa es un éxito en Estados Unidos, donde ya va por su 6.ª temporada. En Latinoamérica comenzó a trasmitirse desde la segunda temporada tomando el nombre de ser la primera; a finales de enero del 2007 se inició la transmisión en Latinoamérica de Las Olimpiadas de La vida surrealista (The Surreal Life: Fame Games).

## Participantes

### Temporada 1 (2003)
- Gabrielle Carteris (actriz, conocida por Beverly Hills, 90210)
- MC Hammer (rapero)
- Corey Feldman (actor)
- Emmanuel Lewis (actor)
- Jerri Manthey (actriz, participante de reality show)
- Vince Neil (cantante, voz de Mötley Crüe)
- Brande Roderick (modelo)

### Temporada 2 (2004)
- Traci Bingham (actriz, conocida por Baywatch)
- Trishelle Cannatella (actriz, participante de reality show)
- Erik Estrada (actor, conocido por CHiPs y Dos mujeres, un camino)
- Tammy Faye Messner (presentadora de programas de TV cristianos)
- Ron Jeremy (actor porno)
- Vanilla Ice (rapero)

La segunda temporada de la vida surrealista inicia con el reparto esperando el bus que los transportaría al estudio de grabación de la vida surrealista en diferentes lugares famosos de Hollywood. Algunos momentos memorables del show fueron la fiesta de piscina de Ron Jeremy, la firma de libros de Tammy Faye con miembros de la comunidad homosexual y transgénero y un cameo con Gary Coleman. Para esto se envolvió al reparto en trabajar en un local de comidas bajo la responsabilidad de ellos. La temporada introdujo también el talk show "Trapos Sucios" (en inglés "Dirty Laundry") presentado por Sally Jesse Raphael. Cannatella fue acusada por Raphael quien hizo severos señalamientos acerca de sus problemas con el alcohol, y en su momento la llamó una zorra.
Entre otros memorables momentos encontramos una parada a una colonia nudista y al grupo organizando una actividad de teatro para niños.
Estaba pensado que Danny Bonaduce fuera parte del reparto pero desistió antes de que las grabaciones empezaran.

### Temporada 3 (2004)
- Charo (cantante española)
- Dave Coulier (actor, conocido por su papel de Joey en Full House (Tres por tres)
- Flavor Flav (rapero)
- Jordan Knight (cantante de New Kids on the Block)
- Brigitte Nielsen (actriz danesa)
- Ryan Starr (cantante, dada a conocer en American Idol)

Durante sus dos semanas de estancia, Brigitte y Flavor empezaron una relación amorosa (que continuaría en una serie llamada Strange love. Otros momentos memorables son la noche de citas (donde Brigitte intentó besar a Jordan Knight), las sesiones de grabación donde el elenco intentó proucir una canción original, y a Flavor insistiendo en manejar el camión pese a no tener licencia.

### Temporada 4 (2005)
- Da Brat (rapera)
- Adrianne Curry (modelo)
- Christopher Knight (actor, conocido por The Brady Bunch)
- Joanie Laurer (A.K.A China Doll (actriz y luchadora)
- Marcus Schenkenberg (modelo)
- Verne Troyer (actor, conocido por su papel de Mini-me en las películas de Austin Powers)
- Jane Wiedlin (guitarrista de la banda The Go-Go's)

Como la temporada anterior, otro romance se desarrolló. En este caso, entre Adrianne Curry y Christopher Knight, que continuaría en My Fair Brady. Entre los momentos memorables se incluye la pelea entre Da Brat y Wiedlin por los comentarios hechos por la primera haciéndose públicos durante la transmisión del show "Dirty Laundry" (Trapos sucios en español), donde la primera denominaba a Wiedlin "un ocaso", y la conflictiva relación amorosa entre Laurer y su entonces novio Sean Waltman. Pero el momento más memorable tal vez fuese cuando Troyer, desnudo y ebrio, orinó en el gimnasio de la "Mansión Surrealista" o el de Wiedlin molestándose cuando al elenco se le pidió que marcaran a una ternera.

### Temporada 5 (2005)
- Caprice Bourret (modelo)
- José Canseco (béisbolista)
- Sandy "Pepa" Denton (cantante)
- Janice Dickinson (modelo)
- Carey Hart (motociclista)
- Omarosa Manigault (Estrella de reality, participante de El Aprendiz)
- Bronson Pinchot (actor, conocido por su papel de Balki en Perfect Strangers)

La temporada 5 inició con una decoración "surrealista" de la casa de grabación del show tipo circo/carnaval y a la presentación del elenco se le dio un estilo circense durante la introducción: Caprice Bourret ("Vean a la mujer más bella de Inglaterra"), José Canseco ("Enfrente al Fantástico Superhombre"), Sandy "Pepa" Denton (Conozca a la Música Mística), Janice Dickinson ("Contemple a la primera Supermodelo del mundo"), Carey Hart ("Atestigue al temerario que desafía a la muerte"), Omarosa Manigault ("Asústese con la última villana de Reality"). También tuvo la aparición de un perro de tres patas llamado irónicamente Lucky (afortunado). Una pelea entre Manigault y Dickinson fue el punto clave de la temporada y que terminó con la salida de la casa de Dickinson durante la cena final. La temporada 5 fue la única temporada sacada en DVD.

### Temporada 6 (2006)
- Alexis Arquette (actriz)
- C.C. DeVille (guitarrista de Poison)
- Steve Harwell (vocalista de Smash Mouth)
- Sherman Hemsley (actor, conocido por The Jeffersons)
- Maven Huffman (luchador)
- Tawny Kitaen (actriz)
- Andrea Lowell (actriz)

Durante la sexta temporada los miembros contaron con la asistencia de Florence Henderson ("Dr. Flo") como terapeuta. Henderson es conocida al igual que Christopher Knight por haber pertenecido al Brady Bunch. Durante las dos semanas, el elenco grabó un video musical, produjo un programa de noticias en vivo, realizaron sus propios pilotos para un talk show y participaron en una "batalla de las bandas". Durante el episodio del talk show, Marla Gibbs tuvo un escarceo con Hemsley donde los dos recrearon sus papeles de Florence y George en The Jeffersons. Arquette representó a la comunidad transexual y durante su estancia se caracterizó por sus constantes peleas buscando la aceptación del grupo. En esta temporada se dibujaron algunos problemas personales en la vida de Kitaen quien termina una relación con su prometido por razones que no son del todo claras en este programa y a la que vemos en el episodio final avanzando lentamente por el suelo de un armario.

### Spin Off's
El primer spin off que se desprendió de "La Vida Surrealista" fue "Strange Love" (que nunca llegó a estrenarse en Vh1 Latinoamérica) estelarizada por Flavor Flav y Brigitte Nielsen, ambos de la tercera temporada. Estrenó en enero de 2005 y se desarrolló en 11 episodios.
El segundo es Mi Amado Brady (My Fair Brady), protagonizado por Adrianne Curry y Christopher Knight, donde se grababa su día a día como pareja: inició su primera temporada en 2005, concluyendo en un compromiso matrimonial. La segunda temporada arrancó en la primavera de 2006 concluyendo con la boda de la pareja.
Strange love por su parte tiene continuación en un tercer spin off, Flavor of Love. Flavor of Love, una vez más estelarizado por Flavor Flav con la aparición de Brigitte Nielsen como invitada, arrancó a principios de 2006. La segunda temporada inició en agosto de 2006, una tercera está en preproducción.
De Flavor of Love se desprendieron I Love New York, y I Love New York 2, protagonizado por la participante despedida por Flavor Flav, Tiffany Pollard ("New York") así como Flavor of Love Girls: Charm School, presentado por Mo'Nique e incluyendo varias de las exparticipantes aprendiendo comportamiento de etiqueta.
El cuarto programa desprendido de "La Vida Surrealista" es Las Olimpiadas de La Vida Surrealista (The Surreal Life: Fame Games) donde varios ex-inquilinos de la "Mansión Surrealista" compiten en varios retos para buscar quién es perteneciente a la "Lista A" (nombre dado al grupo de las estrellas de HollyWood más cotizadas) y que, al ser el triunfador, ganaría US$100 000 cortesía de la Página web de apuestas por Internet GoldenPalace.net.

### Olimpiadas de la Vida Surrealista (2007)
Las "Olimpiadas de La vida surrealista" es un show -conducido por Robin Leach- que reunió a algunos de los más destacados miembros de los anteriores elencos de la Vida Surrealista para participar en una serie de "retos" cuyo ganador obtendría el premio de US$100.000 cortesía de GoldenPalace.net y la oportunidad de darle una nueva vida a su carrera.
- Traci Bingham (actriz de la serie Baywatch)
- Ron Jeremy (actor pornográfico)
- Pepa (cantante de hip-hop)
- Vanilla Ice (cantante de rap/hip-hop)
- Andrea Lowell (actriz)
- Joanie Laurer (actriz)
- Emmanuel Lewis (actor, series norteamericanas de los 80's)
- C.C. Deville (guitarrista del grupo Poison)
- Brigitte Nielsen (actriz, películas de los 80's)
- Jordan Knight (cantante de los New Kids on the Block)
- Verne Troyer (actor, conocido como Mini-me)

Nota: Durante el primer episodio Jordan Knight decidió dejar el programa debido a problemas familiares, fue remplazado por Verne Troyer quien originalmente solo hacía una aparición especial en el primer episodio.